# Smältvärme
Smältvärme, smältentalpi, anger den energimängd som behöver tillföras för att smältning av ett ämne ska kunna fortgå. Molekylerna behöver ett extra energitillskott för att lösgöra sig från varandra. Smältvärme mäts i joule per kg, joule per g, joule per mol eller kalorier per gram (cal/g). Smältvärmen för till exempel vatten vid atmosfärstryck är 79,5 cal/g, eller 334 kJ/kg. 
Vid stelning frigörs motsvarande mängd värme, vilken måste avledas för stelningen ska fortsätta.
Ett ämnes specifika smältentalpi anger den energi som krävs för att smälta 1 kg av ämnet. Enhet 1 kJ / kg

## Tabell
Nedan följer några ämnens smältvärme.
| Ämne   | Smältvärme (kJ/kg) |
| ------ | ------------------ |
| Is     | 334                |
| Guld   | 66                 |
| Koppar | 205                |
| Silver | 105                |
| Järn   | 276                |